# Penitenciária Federal de Porto Velho
A Penitenciária Federal de Porto Velho, localizada em Porto Velho, Rondônia, é a terceira penitenciária federal de segurança máxima do Brasil. Administrada pelo Ministério da Justiça, a obra foi entregue em 21 de maio de 2008. O equipamento  foi inaugurado em  16 de junho de 2009.
A construção foi realizada em dois anos a um custo de R$ 25 milhões. A penitenciária foi planejada de modo que 300 funcionários sejam responsáveis por até 208 presos de alta periculosidade. São 12,7 mil m² de área construída e os são presos ocupam celas individuais, divididas em quatro alas. A penitenciária também possui 12 celas de isolamento subterrânea para presos em Regime Disciplinar Diferenciado (RDD). As celas tem área de 7m². Para os presos submetidos ao RDD, as celas têm o dobro do tamanho, pois contam com espaço para banho de sol, de modo que o preso não precise sair da cela. O mobiliário é feito de concreto, constituindo-se de cama, mesinha, banco, prateleiras, lavatório e vaso sanitário.
A implantação do Sistema Penitenciário Federal é prevista pela Lei de Execução Penal, de 1984. O objetivo é abrigar presos de alta periculosidade que possam tumultuar o ambiente dos presídios, sofrer atentados, ser alvo de tentativas de resgate ou que estejam submetidos ao regime diferenciado. Todas as unidades do Sistema contam com aparelhos de raio-x, de coleta de impressão digital, detectores de metais e câmeras de monitoramento 24 horas por dia. Toda pessoa que entre nesses estabelecimentos - seja servidor, visitante ou advogado - é revistada. Os presos e seus defensores não têm contato físico.